# سپاتووو
سپاتووو (به بلغاری: Spatovo) یک منطقهٔ مسکونی در بلغارستان است که در ساندانسکی واقع شده‌است.